# Can Martinet (Abrera)
Can Martinet és una obra d'Abrera (Baix Llobregat) inclosa a l'Inventari del Patrimoni Arquitectònic de Catalunya.

## Descripció
Casa de planta rectangular i sostre a dues aigües de planta baixa i pis. Està exteriorment arrebossada de blanc. Amb el temps ha estat força reformada per adaptar-la al seu ús actual, un restaurant. Té una estructura adossada a un dels laterals i una altra a la part posterior. De la construcció original es conserva el portal de mig punt adovellat de pedra.

## Història
A principis del segle xviii Abrera comptava amb poc més d'un centenar d'habitants però a poc a poc la població començà a augmentar i el 1787 la població havia arribat als 225 habitants. Aquesta casa es testimoni de les edificacions realitzades durant aquells anys.
La família de l'actual propietari la va comprar a un home anomenat Martí que feia servir la casa com a corral. Aquest home, per ser escanyolit i geperut, era anomenat Martinet.
Es conserva documentació de la casa a l'arxiu de la corona d'Aragó.